# TraceTogether
TraceTogether est une application mobile publiée par le gouvernement de Singapour de recherche des contacts numériques dans le cadre de la pandémie de Covid-19. L'application est basée sur le protocole spécifique BlueTrace (en),. L'application est développée par l'agence gouvernementale des services numériques et publiée le 20 mars 2020. Au 13 avril 2020, l'application a été téléchargée plus de 500 000 fois. L'application et le protocole sont également publiés en open source sous les noms respectivement d'OpenTrace (en) et de BlueTrace (en). 

## Recherche des contacts
Cette section ne s'appuie pas, ou pas assez, sur des sources secondaires ou tertiaires indépendantes du sujet.

Pour l'améliorer, ajoutez-en, ou placez des modèles {{Source secondaire souhaitée}} ou {{Source secondaire nécessaire}} sur les passages mal sourcés. (juin 2020)
TraceTogether est conçue pour préserver la confidentialité de chaque utilisateur[non neutre]. Pour ce faire, les informations personnelles ne sont collectées qu'une seule fois lors de l'inscription et ne sont utilisées que pour contacter des patients potentiellement infectés. Les utilisateurs peuvent également se retirer à tout moment. Pour rechercher les utilisateurs, le ministère de la Santé (en) génère des identifiants anonymes temporaires qui sont utilisés pour identifier le patient vis-à-vis des tiers. Lorsque deux utilisateurs de l'application passent à proximité l'un de l'autre, les applications échangent des identifiants temporaires. Elles stockent les identifiants dans un journal de contacts historisés pour une durée de 21 jours. Les identifiants sont enregistrés uniquement sur l'appareil de l'utilisateur. Si un utilisateur est positif à l'infection, le ministère de la Santé  demande le journal des contacts. Si l'utilisateur accepte de partager son journal, il est envoyé au ministère de la Santé qui se charge de faire la correspondance entre journal du patient infecté et sa base des utilisateurs de sa base d'utilisateur de l'application. Si un utilisateur se retire, ses informations de contact sont supprimées de la base du ministère de la Santé ce qui signifie que les entrées de journal dans lesquelles il apparaît ne peuvent plus être mises en correspondance avec lui. 